# Pinnotheres
Genre
Pinnotheres est un genre de crabes de la famille des Pinnotheridae. Il contient 72 espèces actuelles et trois fossiles. Le Pinnotheres pisum est très connu, en sa qualité de commensal des moules, des huitres ou autres bivalves. La spécificité en fonction des hôtes est assez prononcée.

## Liste des espèces actuelles
- Pinnotheres ascidicola Hesse, 1872
- Pinnotheres atrinae Sakai, 1939es
- Pinnotheres atrinicola Page, 1983
- Pinnotheres barbatus Desbonne, 1867
- Pinnotheres bidentatus Sakai, 1939
- Pinnotheres bipunctatus Nicolet, 1849
- Pinnotheres boninensis Stimpson, 1858
- Pinnotheres borradailei Nobili, 1905
- Pinnotheres corbiculae Sakai, 1939
- Pinnotheres coutierei Nobili, 1905
- Pinnotheres cyclinus Gordon, 1932
- Pinnotheres dilatatus Shen, 1932
- Pinnotheres dofleini Lenz, 1914
- Pinnotheres edwardsi De Man, 1887
- Pinnotheres excussus Dai, Feng, Song & Chen, 1980
- Pinnotheres globosus Hombron & Jacquinot, 1846
- Pinnotheres gordonae Shen, 1932 {6}
- Pinnotheres guerini H. Milne Edwards, 1853
- Pinnotheres haiyangensis Shen, 1932
- Pinnotheres hanumantharaoi Devi & Shyamasundari, 1989
- Pinnotheres hemphilli Rathbun, 1918
- Pinnotheres hickmani (Guiler, 1950)
- Pinnotheres hirtimanus H. Milne Edwards, 1853
- Pinnotheres jamesi Rathbun, 1923
- Pinnotheres kamensis Rathbun, 1909
- Pinnotheres kutensis Rathbun, 1900
- Pinnotheres lanensis Rathbun, 1909
- Pinnotheres laquei Sakai, 1961
- Pinnotheres latipes Jacquinot, in Hombron & Jacquinot, 1846
- Pinnotheres lithodomi Smith, 1870
- Pinnotheres luminatus Dai, Feng, Song & Chen, 1980
- Pinnotheres lutescens Nobili, 1905
- Pinnotheres mactricola Alcock, 1900
- Pinnotheres maindroni Nobili, 1905
- Pinnotheres margaritiferae Laurie, 1906
- Pinnotheres marioni Gourret, 1887
- Pinnotheres mccainae Schmitt, McCain & Davidson, 1973
- Pinnotheres nigrans Rathbun, 1909
- Pinnotheres novaezelandiae Filhol, 1885
- Pinnotheres obesus Dana, 1852
- Pinnotheres obscuridentata Dai & Song, 1986
- Pinnotheres obscurus Stimpson, 1858
- Pinnotheres onychodactylus Tesch, 1918
- Pinnotheres orcutti Rathbun, 1918
- Pinnotheres paralatissimus Dai & Song, 1986
- Pinnotheres parvulus Stimpson, 1858
- Pinnotheres pecteni Hornell & Southwell, 1909
- Pinnotheres pectunculi Hesse, 1872
- Pinnotheres perezi Nobili, 1905
- Pinnotheres pholadis De Haan, 1835
- Pinnotheres pichilinquei Rathbun, 1923
- Pinnotheres pilulus Dai, Feng, Song & Chen, 1980
- Pinnotheres pilumnoides Nobili, 1905
- Pinnotheres pisum (Linnaeus, 1767)
- Pinnotheres pubescens (Holmes, 1894)
- Pinnotheres pugettensis Holmes, 1900
- Pinnotheres purpureus Alcock, 1900
- Pinnotheres quadratus Rathbun, 1909
- Pinnotheres ridgewayi Southwell, 1911
- Pinnotheres rouxi H. Milne Edwards, 1853
- Pinnotheres sanguinolariae Pillai, 1951
- Pinnotheres sebastianensis (Rodrigues da Costa, 1970)
- Pinnotheres serrignathus Shen, 1932
- Pinnotheres shoemakeri Rathbun, 1918
- Pinnotheres siamensis Rathbun, 1909
- Pinnotheres socius Lanchester, 1902
- Pinnotheres taichungae K. Sakai, 2000
- Pinnotheres taylori Rathbun, 1918
- Pinnotheres trichopus Tesch, 1918
- Pinnotheres tsingtaoensis Shen, 1932
- Pinnotheres vicajii Chhapgar, 1957
- ?Pinnotheres ostrea (Aikawa, 1933)

## Référence
- Bosc, 1802 : Histoire naturelle des Crustacés, contenant leur description et leurs mœurs, avec figures dessinées d’après nature. vol. 2, p. 1-296.